# Sainte-Juliette
Sainte-Juliette é uma comuna francesa na região administrativa de Occitânia, no departamento de Tarn-et-Garonne. Estende-se por uma área de 7,3 km². Em 2010 a comuna tinha 131 habitantes (densidade: 17,9 hab./km²).